# Hwizdiarnia
Hwizdiarnia (ukr. Гвіздярня) – wieś na Ukrainie, w obwodzie żytomierskim, w rejonie żytomierskim, w hromadzie Romanów. W 2001 liczyła 208 mieszkańców.